# Flash, le reporter-photographe
Flash, le reporter-photographe (Flash - Der Fotoreporter) est une série policière franco-allemande de 6 épisodes de 90 minutes, diffusée du 14 février 1992, au 27 mars 1992 sur La Cinq. Diffusée du 6 juillet 1993 au 10 août 1993 sur la ZDF.

## Historique
Flash, le reporter-photographe est la conséquence des quotas de production française imposés à la fin des années 1980. Cette série a été initiée par le groupe Hersant en 1990, avant qu'Hachette devienne actionnaire majoritaire de La Cinq. 

## Distribution
- Oliver Tobias : Philip Stark « Flash »
- Catherine Alric : Julie Manzoni
- Claudia Cardinale : Gilda Ricci
- Fabio Testi : Gonzales

## Épisodes
1. Un Démon sur l'épaule, réal. Philippe Triboit, diffusé le 14 février 1992[2],[5],[6] sur La Cinq.
2. Double enquête à Barbès, réal. Philippe Triboit, diffusé le 21 février 1992[7],[8] sur La Cinq.
3. Titre français inconnu
4. Titre français inconnu
5. Valentina, réal. Robert Walker, diffusé le 13 mars 1992[9],[5],[10] sur La Cinq.
6. Cargaison mortelle, réal. Philippe Triboit, diffusé le 27 mars 1992[11] sur La Cinq.